# Giammateo Asola
Giammateo Asola   (Verona, 1524 (Gregorià) - Venècia, 1 d'octubre de 1609) va ser un compositor italià del final del Renaixement. Va ser un prolífic compositor de música sacra, sobretot en un estil conservador, tot i que potser va ser un dels primers compositors a escriure una part per al baix continu.
Va començar a estudiar a Alga el 1546 en la congregació de cànons seculars. Mentre estava a Verona, probablement va estudiar amb Vincenzo Ruffo. El 1569 es va convertir en rector secular i es va convertir en mestre de capella a la catedral de Treviso el 1577; no obstant això, el 1578 es va traslladar a la catedral de Vicenza per portar la feina equivalent allà on els salaris i les oportunitats musicals eren més grans. Només es va quedar allí quatre anys, anant a Venècia el 1582, que era el centre d'activitat al nord d'Itàlia per a la música sacra. Excepte un curt retorn a Verona vers 1590-1591, va viure a Venècia fins a la seva mort, treballant a l'església de "Sant Sever", com un dels quatre capellans; pel que sembla, mai va estar associat amb Sant Marc.

## Música i influència
Asola era un rar cas d'un compositor que treballava a Venècia que no mostrava gaire influència estilística de l'escola veneciana; de fet, la majoria de les seves obres estan en l'estil de Palestrina, el llenguatge de l'escola romana de compositors. En les seves obres posteriors va començar a utilitzar un baix continu, i potser va ser un dels primers compositors que ho van fer. L'única característica musical que va prendre dels compositors venecians en altres llocs de la seva ciutat adoptada va ser la idea de cori spezzati, grups de cantants separats espacialment; tanmateix, aquest estil musical es va estendre al nord d'Itàlia en el moment de la seva escriptura i de cap manera únic a Venècia. Les tècniques de Cori spezzati apareixen en particular en la seva publicació de 1588 de misses per a vuit veus.
Entre les seves obres abundants hi ha moltes misses, incloent-hi una missa de Rèquiem; escenaris de salms, lamentacions, vespres, antífones, cançons sacres i nombroses altres obres sagrades. També va compondre música secular, incloent diversos llibres de madrigals, així com un llibre de Madrigali spirituali, que es va perdre.
Un dels seus llibres de madrigals és inusual, ja que només consta de cànons per a dues veus; la majoria dels madrigals de l'època eren d'almenys quatre veus, i poques vegades usaven contrapunt estricte.